# Aphanocephalus mabalianus
Aphanocephalus mabalianus là một loài bọ cánh cứng trong họ Discolomatidae. Loài này được John miêu tả khoa học năm 1964.